# Moliço
O moliço é uma planta aquática que é colhida para ser usada na agricultura. O termo não faz distinção de espécies, mas, do ponto de vista botânico, é formado por algas dos gêneros Enteromorpha, Ulva e Ceramium, algumas plantas aquáticas superiores do grupo das Monocotyledoneas como Zostera marina, Zostera noltii e Potamogeton pectinatus, e as espécies Ruppia cirrhosa e Ruppia maritima.